# Barbara Newhall Follett
Barbara Newhall Follett (4 de marzo de 1914 – desaparecida el 7 de diciembre de 1939) fue una niña prodigio estadounidense novelista. Su primera novela, La casa sin ventanas, fue publicada en enero de 1927, cuando tenía doce años. Su siguiente novela, El viaje del Norman D, fue recibida favorablemente también por la crítica teniendo catorce.
En diciembre de 1939, con 25 años, deprimida por su matrimonio infeliz, salió de su apartamento, y nunca fue vuelta a ver.

## Carrera
Follett era hija del crítico y editor Wilson Follett y la escritora de libros infantiles Helen Thomas Follett. Fue educada en casa, aprendió a leer y escribir a los tres años y escribía poesía desde los cuatro. En 1923, cuando Barbara tenía solo ocho años, empezó a escribir La casa sin ventanas como regalo de cumpleaños para su madre en la pequeña máquina de escribir portátil que utilizaba para plasmar sus poesías y cuentos, donde había ideado un país, Farksolia, y su lenguaje imaginario, el farksoo. Aunque más tarde en el año su manuscrito se quemó en un fuego accidental en casa, reescribió la historia entera y su padre, Wilson Follett, un editor en Knopf, supervisó su publicación en 1927. Con la ayuda y guía de su padre, La casa sin ventanas fue aceptada y publicada en 1927 por la editorial Knopf con gran éxito de crítica en The New York Times, el Saturday Review, y por H. L. Mencken. Su siguiente novela, El viaje del Norman D., se basó en su experiencia en una goleta costera en Nueva Escocia. Fue publicada un año más tarde, en 1928. De nuevo recibió críticas positivas en numerosas publicaciones literarias.
Sin embargo, en el mismo año, su padre abandonó a su madre por otra mujer. El acontecimiento fue un golpe devastador para la joven Follett, que estaba profundamente unida a su progenitor. A pesar de tener solo 14 años, había alcanzado la cumbre de su vida y carrera.

Mis sueños están pasando por ráfagas de muerte. Están muriendo ante las jabalinas de acero y las flechas de un mundo de Tiempo y Dinero.

Posteriormente, su familia cayó en dificultades económicas. Con 16 años, y la Gran Depresión profundizándose, Follett empezó a trabajar como secretaria y mecanógrafa en Nueva York.
Follett escribió muchos más manuscritos, incluyendo las publicadas Isla perdida y Viajes sin un burro, una novela de viajes (cuyo título es un juego de palabras con la de Robert Louis Stevenson Viajes con un burro).

## Desaparición
A finales de 1933, Follett se casó con Nickerson Rogers. La pareja viajó por Europa y los Estados Unidos antes de finalmente instalarse en Brookline, Massachusetts. El matrimonio fue inicialmente feliz, pero Follett pronto empezó a creer que Rogers le era infiel y se deprimía. Según su marido, el 7 de diciembre de 1939, Follett dejó su apartamento después de una pelea doméstica con $30 en su bolsillo ($528 en 2017). Nunca fue vuelta a ver.
Rogers no informó de la desaparición de Follett a la policía hasta dos semanas después, reclamando que había estado esperando que regresara. Cuatro meses después de notificar a la policía, pidió que un boletín de persona desaparecida fuera emitido. Como el parte fue publicado bajo el apellido de casada de Follett, "Rogers", pasó totalmente inadvertido para los medios de comunicación, que no descubrieron e informaron sobre su desaparición hasta 1966 (!).
En 1952, trece años después de la desaparición de Follett, su madre Helen empezó a insistir en que la policía de Brookline investigara el asunto más exhaustivamente. Helen Follett había empezado a sospechar de Nickerson Rogers después de descubrir que había hecho pocos esfuerzos por encontrar a su mujer. En una carta a Rogers, Helen Follett escribió: "Todo este silencio de tu parte es como si tuvieras algo que ocultar de la desaparición de Barbara ... No creas que me quedaré inactiva durante mis últimos años sin hacer ningún esfuerzo. Puedo descubrir si Bar está viva o muerta, si, tal vez, ella esté en alguna institución sufriendo de amnesia o crisis nerviosa."
El cuerpo de Follett nunca fue encontrado, y ninguna evidencia que indicara o excluyera juego sucio pudo ser recabada. La fecha y circunstancias de su muerte nunca han podido ser establecidas.